# Bill Schuffenhauer
Bill Schuffenhauer (n. 24 iunie 1973, Salt Lake City, Utah, SUA) este un bober ce a reprezentat Statele Unite ale Americii, medaliat olimpic. A participat la 3 ediții ale Jocurilor Olimpice (2002, 2006, 2010) în care a câștigat o medalie de argint.